# 4018 Братислава
4018 Братислава (4018 Bratislava) — астероїд головного поясу, відкритий 30 грудня 1980 року.
Тіссеранів параметр щодо Юпітера — 3,404.